# Pseudocalamobius filiformis
Pseudocalamobius filiformis là một loài bọ cánh cứng trong họ Cerambycidae.